# Sint-Galluskerk (Praag)

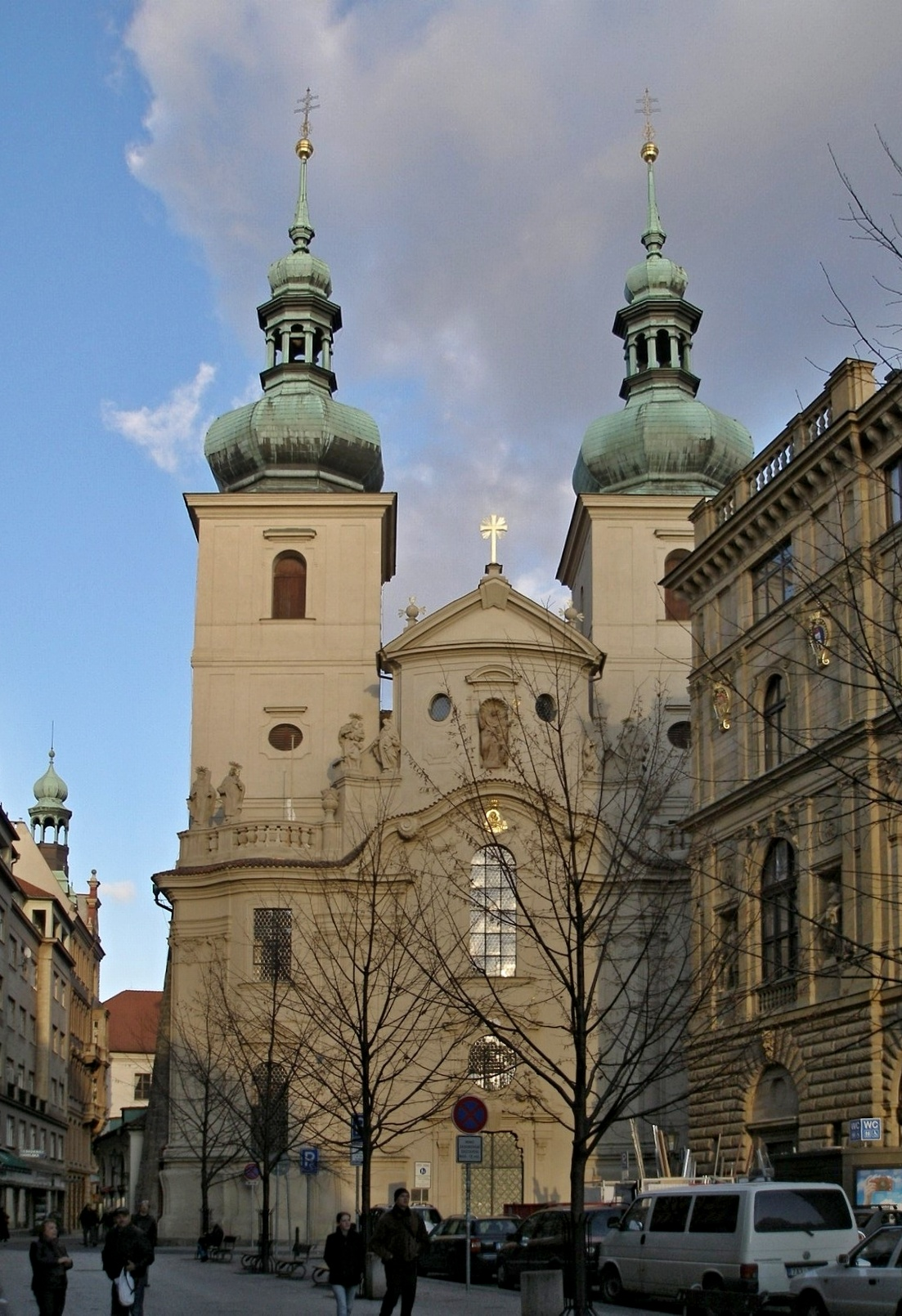

De Sint-Galluskerk is een kerk in Praag, Tsjechië.
De kerk is gebouwd in 1280, en dateert uit de Romaanse periode. In de achttiende eeuw is de kerk gerenoveerd door Giovanni Santini.
Ook in Bohemen waren verschillende hervormers in de weer, achtereenvolgens Konrad Waldhauser, Milic van Kromeriz en Jan Hus.
Vanaf 1627 waren de geschoeide karmelieten er de eigenaar. Met financiële steun van keizer Leopold I bouwde D. Orsi in 1671 het klooster, waarna hij de kerk verbouwde. Santini en Bayer bouwden de gevel in 1722-1729.